# Давид Сірадзе
Дави́д Сіра́дзе (груз. დავით სირაძე; нар. 21 жовтня 1981, Тбілісі) — грузинський футболіст, що грав на позиції нападника. Відомий за виступами в низці грузинських і закордонних клубів, а також за національну збірну Грузії. Володар Кубка Грузії.

## Клубна кар'єра
Давид Сірадзе народився 1981 року в Тбілісі. Займався в юнацьких командах футбольних клубів «Динамо» (Тбілісі) та турецького «Ерзурумспор». У дорослому футболі дебютував 2001 року виступами за команду «Локомотив» (Тбілісі), в якій грав до 2003 року, взявши участь у 60 матчах чемпіонату. У 2003 році Сірадзе став гравцем німецького клубу «Уніон» (Берлін), а з 2004 до початку 2005 році грузинський нападник грав у іншому німецькому клубі «Айнтрахт» (Трір). У 2005 році футболіст повернувся до тбіліського «Локомотива», в складі якого в цьому ж році став володарем Кубка Грузії.
На початку 2006 року Давид Сірадзе знову поїхав до Німеччини, де в 2006—2007 роках грав у складі команди «Ерцгебірге Ауе», а в 2007—2008 роках у складі клубу «Падерборн 07».
На початку 2008 року грузинський нападник став гравцем російського клубу «Спартак-Нальчик», у складі якого грав до 2014 року. Більшість часу, проведеного у складі нальчицького «Спартака», був основним гравцем атакувальної ланки команди, проте високою результативністю не відзначався, забивши 19 голів у 151 проведеному матчі за клуб.
Протягом 2014 року Сірадз грав у складі грузинського клубу «Сіоні». Завершив ігрову кар'єру грузинський нападник у молдовській команді «Дачія» (Кишинів), за яку виступав протягом 2015 року.

## Виступи за збірні
2000 року Давид Сірадзе дебютував у складі юнацької збірної Грузії, загалом на юнацькому рівні взяв участь у 10 іграх, відзначившись 4 забитими голами. У 2004 році футболіст залучався до складу молодіжної збірної Грузії, на молодіжному рівні зіграв у 2 офіційних матчах, забив 1 гол.
У 2004 році Давид Сірадзе дебютував у складі національної збірної Грузії. У складі збірної грав до 2011 року, загалом провів у складі національної збірної 28 матчів, у яких відзначився 8 забитими голами.

## Титули і досягнення
- Володар Кубка Грузії (1):

«Локомотив» (Тбілісі): 2004–2005